# Ceraclea
Ceraclea är ett släkte av nattsländor. Ceraclea ingår i familjen långhornssländor.

## Dottertaxa tillCeraclea, i alfabetisk ordning[1][2]
- Ceraclea acutipennis
- Ceraclea alabamae
- Ceraclea alagma
- Ceraclea albimacula
- Ceraclea alboguttata
- Ceraclea albosticta
- Ceraclea alces
- Ceraclea ampliata
- Ceraclea ancylus
- Ceraclea annulicornis
- Ceraclea arielles
- Ceraclea armata
- Ceraclea aurea
- Ceraclea batia
- Ceraclea bifurcata
- Ceraclea brachyacantha
- Ceraclea brachycerca
- Ceraclea brachyclada
- Ceraclea brevis
- Ceraclea cama
- Ceraclea cancellata
- Ceraclea celata
- Ceraclea chirindensis
- Ceraclea complicata
- Ceraclea congolensis
- Ceraclea copha
- Ceraclea corbeti
- Ceraclea coreana
- Ceraclea cuprea
- Ceraclea curva
- Ceraclea diluta
- Ceraclea dingwuschanella
- Ceraclea disemeiensis
- Ceraclea dissimilis
- Ceraclea distinguenda
- Ceraclea egeria
- Ceraclea elongata
- Ceraclea emeiensis
- Ceraclea ensifera
- Ceraclea equiramosa
- Ceraclea erratica
- Ceraclea erulla
- Ceraclea excisa
- Ceraclea exilis
- Ceraclea flava
- Ceraclea floridana
- Ceraclea fooensis
- Ceraclea forcipata
- Ceraclea fulva
- Ceraclea gigantea
- Ceraclea giudicellii
- Ceraclea globosa
- Ceraclea grossa
- Ceraclea guineensis
- Ceraclea hastata
- Ceraclea huangi
- Ceraclea indistincta
- Ceraclea interispina
- Ceraclea isurumuniya
- Ceraclea kamonis
- Ceraclea kolthoffi
- Ceraclea latahensis
- Ceraclea lirata
- Ceraclea litania
- Ceraclea lobulata
- Ceraclea maccalmonti
- Ceraclea macronemoides
- Ceraclea maculata
- Ceraclea major
- Ceraclea marginata
- Ceraclea martynovi
- Ceraclea mentiea
- Ceraclea microbatia
- Ceraclea minima
- Ceraclea mitis
- Ceraclea modesta
- Ceraclea morsei
- Ceraclea nankingensis
- Ceraclea neffi
- Ceraclea nepha
- Ceraclea nibenica
- Ceraclea nigronervosa
- Ceraclea njalaensis
- Ceraclea norfolki
- Ceraclea nycteola
- Ceraclea nygmatica
- Ceraclea ophioderus
- Ceraclea parakamonis
- Ceraclea perplexa
- Ceraclea polyacantha
- Ceraclea protonepha
- Ceraclea pulchra
- Ceraclea punctata
- Ceraclea quadrispina
- Ceraclea ramburi
- Ceraclea resurgens
- Ceraclea riparia
- Ceraclea ruthae
- Ceraclea schoutedeni
- Ceraclea seikunis
- Ceraclea semicircularis
- Ceraclea senilis
- Ceraclea shuotsuensis
- Ceraclea sibirica
- Ceraclea signaticornis
- Ceraclea sinensis
- Ceraclea singularis
- Ceraclea slossonae
- Ceraclea sobradiei
- Ceraclea spinosa
- Ceraclea spinulicolis
- Ceraclea spongillovorax
- Ceraclea squamosa
- Ceraclea submacula
- Ceraclea superba
- Ceraclea takatsunis
- Ceraclea tarsipunctata
- Ceraclea transversa
- Ceraclea trifurca
- Ceraclea trilobulata
- Ceraclea ungulifera
- Ceraclea uvalo
- Ceraclea vaciva
- Ceraclea valentinae
- Ceraclea variabilis
- Ceraclea vertreesi
- Ceraclea wetzeli
- Ceraclea yangi